# Министерство премьер-министра Ирландии
Министерство Премьер-министра Ирландии  (ирл. Roinn an Taoisigh)  — министерство созданное в составе Правительства Ирландии, которое обеспечивает деятельность главы исполнительной власти Республики Ирландия - ирл. Taoiseach.
Министерство было создано в 1937 году и сменило Министерство Председателя Исполнительного совета, министерство ирландской главы правительства (прежний титул, эквивалентный премьер-министру Ирландского свободного государства). Оба министерства происходят от Управления главного секретаря Ирландии, изначально основанного в Дублинском замке, который служил административным офисом доминирующего политика британского правительства в Ирландии кабинетного ранга в девятнадцатом и начале двадцатого веков.
Главой министерства является Государственный секретарь министерства, который также является Генеральным секретарем правительства.

## Состав министерства
- Премьер-министр Ирландии
  - Государственный министр (главный парламентский партийный организатор)
  - Государственный министр по делам ирландской диаспоры
  - Государственный министр по вопросам общественных работ, государственных закупок и международных банков
  - Государственный министр по европейским делам и защите данных
- Генеральный секретарь министерства
- Второй Генеральный секретарь министерства[2], отвечает за координацию работы офиса Вице-Премьер-министра Ирландии, Совета по управлению экономикой, а также ответственен по вопросам ЕС внутри Министерства.

## Функции
Основная роль заключается в поддержке и консультировании Премьер-министра в исполнении различных обязанностей. Министерство играет ключевую роль в качестве связующего звена между Президентом, Премьер-министром, Парламентом и другими государственными ведомствами.
Кроме того, министерство участвует в ряде других областей, таких как, разработка и координация политики в отношении экономического и социального развития (социального партнёрства), Северная Ирландия, Европейский Союз и Парламентские реформы. Оно также организует государственные мероприятия, такие как, ежегодный национальный День памяти, президентские инаугурации, государственные обеды и предоставляет Службу протокола Премьер-министра Ирландии.